# Atalaya del Cañavate
Atalaya del Cañavate là một đô thị trong tỉnh Cuenca, cộng đồng tự trị Castile-La Mancha Tây Ban Nha. Đô thị này có diện tích là 46,6 ki-lô-mét vuông, dân số năm 2009 là 110 người với mật độ 2,36 người/km². Đô thị này có cự ly km so với tỉnh lỵ Cuenca.